# Vyhledávač zboží
Vyhledávač zboží (též porovnávač cen, cenový srovnávač, srovnávač zboží, zbožový vyhledávač) je web, který se specializuje na srovnání cen zboží z internetových obchodů. Slouží k vyhledávání nejvýhodnějších nabídek na trhu, nabízí ale i filtrování podle jiných parametrů, jako jsou například rozměry, značka produktu, cena dopravy nebo aktuální dostupnost zboží. V českém prostředí působí například srovnávače Heureka.cz a Zboží.cz. Elektronický obchod tedy v roce 2012 představoval 18,2 procenta celkového obchodního obratu ve Spojeném království. Online prodej již představuje 13 % celkové ekonomiky Spojeného království a očekává se, že do roku 2017 vzroste na 15 %. příspěvek srovnávacích nákupních webů k expanzi současného odvětví elektronického obchodování.

## Pro zákazníky
Zbožové vyhledávače jsou logickým důsledkem rozmachu on-line nakupování. Díky stále rostoucímu počtu e-shopů začalo být problematické orientovat se v jejich nabídce. Proto vznikly weby, které mají na starosti agregování údajů z jednotlivých e-shopů a vyhledávání zboží podle konkrétních zákazníkových požadavků. 
V případě, že zákazník zamýšlí například nákup pračky, do srovnávače zadá potřebné parametry a ten mu vyhledá nabídky všech zohledňovaných e-shopů, které těmto parametrům odpovídají. Nalezené nabídky si pak může zákazník nechat srovnat podle ceny, oblíbenosti atp. Zároveň zde najde uživatelské recenze, hodnocení jednotlivých obchodů, nákupní rádce a další přidané funkce. 

## Pro e-shopy
Pro e-shopy jsou zbožové vyhledávače přínosem především z hlediska marketingu. Umístěním e-shopu na cenový srovnávač získává jeho provozovatel cílenou propagaci. E-shop se zobrazí zákazníkům, kteří reálně zvažují koupi právě jím nabízeného zboží. 
Cílení a filtrování podle parametrů tedy logicky zvyšuje konverzi, která se na cenových srovnávačích obvykle pohybuje kolem 4–8 %.[zdroj⁠?!] E-shop platí srovnávači za proklik, tedy za skutečně přivedeného zákazníka. Zboží je do srovnávače nejčastěji exportováno pomocí XML  nebo CSV.
Některé eshopy nabízejí zákazníkům, kteří na něj přišly z cenového srovnávače, nižší ceny, než zákazníkům nakupujícím na eshopu přímo. Podle ČOI se nejedná o diskriminaci ani tím eshop neporušuje žádnou povinnost, kterou má ČOI pod dozorem.

## Popis funkce
K porovnávání cen a srovnávání produktů slouží tzv. srovnávací a nákupní galerie, které umožňují zákazníkům srovnání nabídek zvoleného zboží nabízeného obchodníky, a to podle ceny, případně dalších parametrů. Tyto nákupní galerie též často nabízejí svým uživatelům zpracování objednávek a jejich odeslání obchodníkům, kteří dané zboží nabízí. Veškeré vyhledávání na těchto webových stránkách je zdarma. Obchodníci umisťují pomocí automatizovaných softwarových prostředků (XML kódu) nabídky svého zboží na stránky srovnávací a nákupní galerie. Tyto nabídky jsou aktualizovány několikrát denně. Srovnávače neručí za případné chyby, nepřesnosti nebo vadné údaje jednotlivých nabídek. U každého zboží musí být uveden minimálně název zboží, fotografie zboží, specifikace zboží a konečná cena zboží včetně DPH. U ceny pak může být uvedena i cena dopravy od obchodníka k zákazníkovi, případně vyjmenované jednotlivé druhy dopravy. Obchodníci, kteří chtějí mít své nabídky na takovýchto srovnávačích, platí ceny za jednotlivé prokliky. Cena prokliku se odvíjí od toho, zda se jedná o obyčejný odkaz nebo zda se jedná například o zvýraznění daného e-shopu na stránkách srovnávače. Cena jednoho prokliku se také odvíjí od druhu nabízeného zboží. Jiná cena se tak účtuje prokliku na bytové dekorace a jiná na vysavače. Srovnávací a nákupní galerie vedle srovnávání cen zboží nabízejí i různé doplňkové služby. Některé nabízí svým uživatelům i různé nákupní průvodce, kteří radí lidem při výběrů produktů. Tyto rady pochází jak od expertů z oboru, tak i od uživatelů, kteří mají s produkty reálné zkušenosti (recenze).
Ty nejpropracovanější srovnávací a nakupovací galerie pomáhají uživatelům s výběrem produktu podle technických parametrů a specifikací produktů, umožňují, aby se uživatelé poradili s nákupními rádci, a zprostředkovávají reálné zkušenosti uživatelů, nezabývají se tak pouze prostým srovnáním cen. Tyto srovnávací a nákupní galerie se snaží přilákat nové uživatele na své stránky pomocí tzv. affiliate programů. Affiliate programy jsou provizní systémy pro provozovatele webových stránek. Když autor určité webové stránky nabídne zajímavé informace o cenách a populárních produktech, které nabízí srovnávače zboží, získávají pak nový zdroj příjmů prostřednictvím provizí z přivedených uživatelů. Nejznámější české porovnávače cen zboží jsou heureka.cz, zbozi.cz, hledejceny.cz, srovnanicen.cz nebo nejlepsiceny.cz.

## Vyhledávače zboží v zahraničí
Největším srovnávačem zboží ve světě je Google Shopping. Servis byl poprvé představen v roce 2002 pod jménem Froogle. Později v roce 2007 byl servis rebrandován na Google Product Search a pak v roce 2012 na Google Shopping. V současné době Google Shopping funguje ve 121 zemích. Uživatelé mohou vyhledat zboží přímo ve vyhledávacím panelu Google vyhledávače v záložce Nákupy (Shopping) nebo rovnou přejít na stránky Google Shopping. 
Zajímavým příkladem mezinárodních srovnávačů je dál například Trustpilot, který je zaměřen na srovnávání poskytovatelů služeb a prodejců. Servis byl poprvé zaveden v Dánsku v roce 2007, v současnosti je populární stránkou v Evropě i Severní Americe.